# Guildford Flames
Guildford Flames – angielski klub hokeja na lodzie z siedzibą w Guildford, występujący w brytyjskich rozgrywkach EIHL.
Zespół występował w rozgrywkach EPIHL. W 2017 klub został przyjęty do EIHL.

## Sukcesy
- Złoty medal British National League: 1998, 2001 (sezon regularny)
- Złoty medal British National League: 1998, 2001, 2004 (play-off)
- Złoty medal English Premier League: 2006, 2008, 2012, 2013 (sezon regularny)
- Złoty medal English Premier League: 2011, 2016 (play-off)
- Christmas Cup: 2001
- English Premier Cup: 2007, 2010, 2012, 2013, 2016